# Remco Evenepoel
Remco Evenepoel (født 25. januar 2000) er en belgisk cykelrytter, som kører på det professionelle cykelhold Soudal Quick-Step.
Han startede sin sportslige karriere som fodboldspiller. I en alder af fem begyndte han at spille for Anderlecht. Han var elleve år gammel, da han skiftede til ungdomsakademiet hos PSV Eindhoven, men vendte tilbage til Anderlecht igen i en alder af fjorten. Han spillede fire gange for det belgiske U/15-landshold og fem gange for U/16. Efter nogle tilbageslag og skuffelser valgte han at skifte til cykling i 2017. 
Han vandt både enkeltstart og landevejsløb ved junior-EM i landevejscykling 2018. Ved VM i landevejscykling samme år vandt han ligeledes  enkeltstarten og linjeløbet for juniorer.
I 2022 vandt han den spanske Grand Tour, Vuelta a España og blev to uger senere verdensmester i linjeløb i Wollongong, Australien.

## Meritter
2018
 VM-guld i linjeløb for juniorer ved VM i landevejscykling
 VM-guld i enkeltstart for juniorer ved VM i landevejscykling
2019
2. etape + samlet, Belgien Rundt
Clásica de San Sebastián
EM-guld i enkeltstart for elite ved EM i landevejscykling
VM-sølv i enkeltstart for elite ved VM i landevejscykling
2020
3. etape (ITT) + samlet, Vuelta a San Juan
2. og 5. etape (ITT) + samlet, Volta ao Algarve
3. etape + samlet, Vuelta a Burgos
4. etape + samlet, Polen Rundt
2021
2. etape (ITT) + samlet, Belgien Rundt
3. + 5. etape (ITT) + samlet, Danmark Rundt
Druivenkoers Overijse
Brussels Cycling Classic
2022
 VM-guld i linjeløb for elite ved VM i landevejscykling
10. (ITT) og 18. etape + samlet, Vuelta a España
1. etape, Volta a la Comunitat Valenciana
4. etape (ITT) + samlet, Volta ao Algarve
Liège-Bastogne-Liège
Clásica de San Sebastián
2023
2. etape (TTT) + samlet, UAE Tour
3. og  7. etape, Catalonien Rundt
Liège-Bastogne-Liège
1. (ITT) og 9. etape (ITT), Giro d'Italia
7. etape, Tour de Suisse
 Belgisk mester i linjeløb
 Verdensmester i enkeltstart
Clásica de San Sebastián
3., 14. og 18. etape, Vuelta a España
2024
Figueira Champions Classic